# Ковбой Мальборо
Ковбо́й Ма́льборо, или ма́льборовский ковбо́й (англ. the Marlboro Man) — образ, используемый в рекламной кампании для сигарет Marlboro. В Соединённых Штатах он использовался с 1954 по 1999 год. Образ ковбоя Мальборо был придуман Лео Бёрнетом (Leo Burnett), рекламщиком из Чикаго в 1954 году. Он представляет собой сурового ковбоя (или нескольких ковбоев) с сигаретой на фоне природы. Реклама изначально была задумана как способ популяризации сигарет с фильтром, которые в то время считались предназначенными для женщин.
Рекламная кампания «Мальборо», разработанная Leo Burnett Worldwide, считается одной из самых ярких рекламных кампаний всех времён и народов. Сигареты для женщин с лозунгом «Мягкие, как май» за несколько месяцев стали сигаретами для мужчин. Мужчину Мальборо воплощали люди различных мужественных профессий, но образ ковбоя оказался самым популярным. Это привело к кампаниям «Marlboro Cowboy» (ковбой Мальборо) и «Marlboro Country» (Страна Мальборо).
Актёр Уильям Терлби был первым ковбоем Мальборо. Моделями, изображавшими ковбоя Мальборо были: защитник команды американского футбола New York Giants Чарли Конерли, Джимми Паттон, Даррелл Уинфилд, Дик Хаммер, Бред Джонсон, Билл Детра, Дин Майерс, Роберт Норрис, Уэйн Макларен, Дэвид Маклини, Том Меттокс и Уильям Смит. Джордж Лэзенби, актёр, сыгравший Джеймса Бонда в фильме На секретной службе Её Величества, был ковбоем Мальборо в Европе.
Ковбой Мальборо занял первое место в книге «101 самая влиятельная несуществующая личность» (США, 2006).

## Возникновение
Philip Morris первоначально, в 1924 году, представила «Мальборо» как бренд женских сигарет. С начала 1950-х годов сигаретная промышленность начала фокусироваться на продвижении сигарет с фильтром, в ответ на новые научные данные о вреде курения. Мальборо, как и другие марки, начали продаваться с фильтром. Тем не менее, сигареты с фильтром, в частности Мальборо, считались женскими сигаретами. Исполнительный рекламный директор Лео Бёрнет искал новый образ, с изобретением которого бренд Philip Morris Мальборо выйдет на массовый рынок. В частности, Philip Morris считали, что наилучший рынок это «послеподростковые дети, которые только начинают курить, видя в этом способ объявить о своей независимости от родителей». Большинство рекламных кампаний сигарет с фильтром других производителей делали акцент на то, что фильтр снижает риск от курения. Лео Бёрнет в рекламе Мальборо решил утверждать, что сигареты с фильтром вообще не представляют опасности для здоровья. Он считал, что рассуждения об эффективности фильтров лишь усиливали опасения о долгосрочных последствиях курения. Идея использовать образ ковбоя пришла Бёрнету в 1949 году, когда ему на глаза попались фотографии в журнале Life, снятые Леонардом Маккомбом, и история техасского ковбоя Clarence Hailey Long. В рекламе Marlboro использовались также образы и других мужских профессий, таких как морские капитаны, спортсмены и оружейники, но со временем образ Мужчины Мальборо закрепился за ковбоями.

## Результаты
Использование кампании ковбоя Мальборо оказало очень существенный и непосредственный эффект на продажи. В 1955 году (начало кампании) продажи были на уровне 5 миллиардов долларов, а к 1957 году достигли уже 20 миллиардов долларов. Успех Philip Morris в развеивании опасений, что курение наносит вред здоровью, продемонстрировал сильную способность массового маркетинга влиять на потребителей.
Успех кампании ковбоя Мальборо привёл к подражанию, например Честерфилд изображал ковбоя и другие мужские профессии в соответствии с их лозунгом «Человек Америки».

## Критика
Четверо мужчин, которые появились в рекламе Мальборо — Уэйн Макларен, Дэвид Маклин, Дик Молот и Эрик Лоусон — умерли от рака лёгких, в том числе по причине курения сигарет Мальборо, в частности, Marlboro Red, по прозвищу «Убийца Лёгких». Макларен свидетельствовал в пользу антитабачного законодательства в возрасте 51 года. Во время кампании Макларена по борьбе с курением, Philip Morris отрицала, что Макларен когда-либо появлялся в рекламе Мальборо. В ответ на это Макларен подготовил письменное показание от агентства, которое представляло его, в котором утверждалось, что ему было заплачено за работу в Мальборо. Макларен умер, не дожив до своего 52-летия в 1992 году.